# Leo Sundqvist
Leo Sundqvist, född 12 Juni Gävle12 i Gävle, är en svensk professionell ishockeyspelare som spelar för Brynäs IF i SHL. Han är son till ishockeyspelaren Jörgen Sundqvist.

## Klubbar
- Hille/Åbyggeby IK (moderklubb)
- Brynäs IF 2024-